# Janusz Fereński

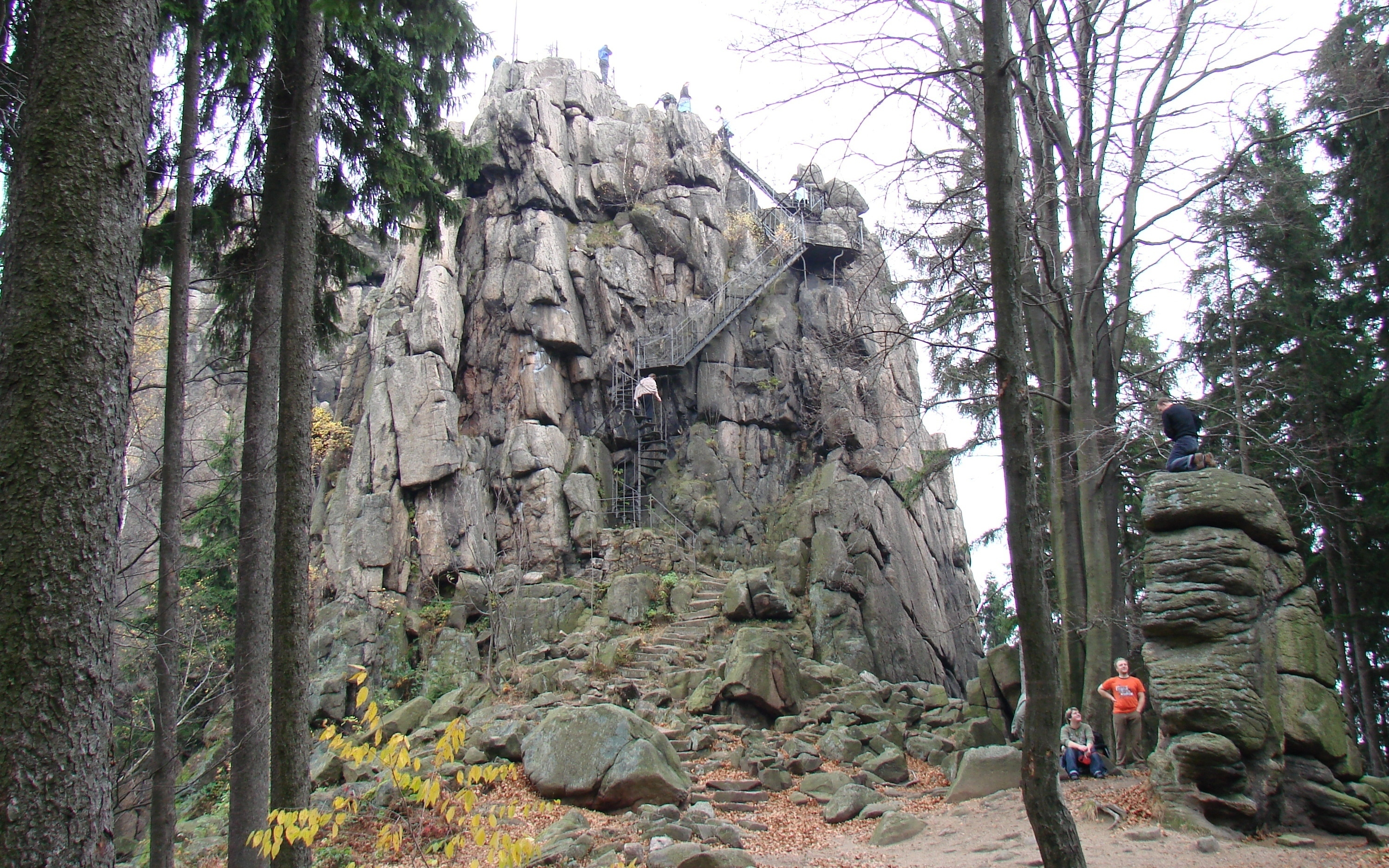
Zachodni filar Sokolika (642 m) we wspinaczkowych terenach skałkowych w paśmie Gór Sokolich w Rudawach Janowickich,

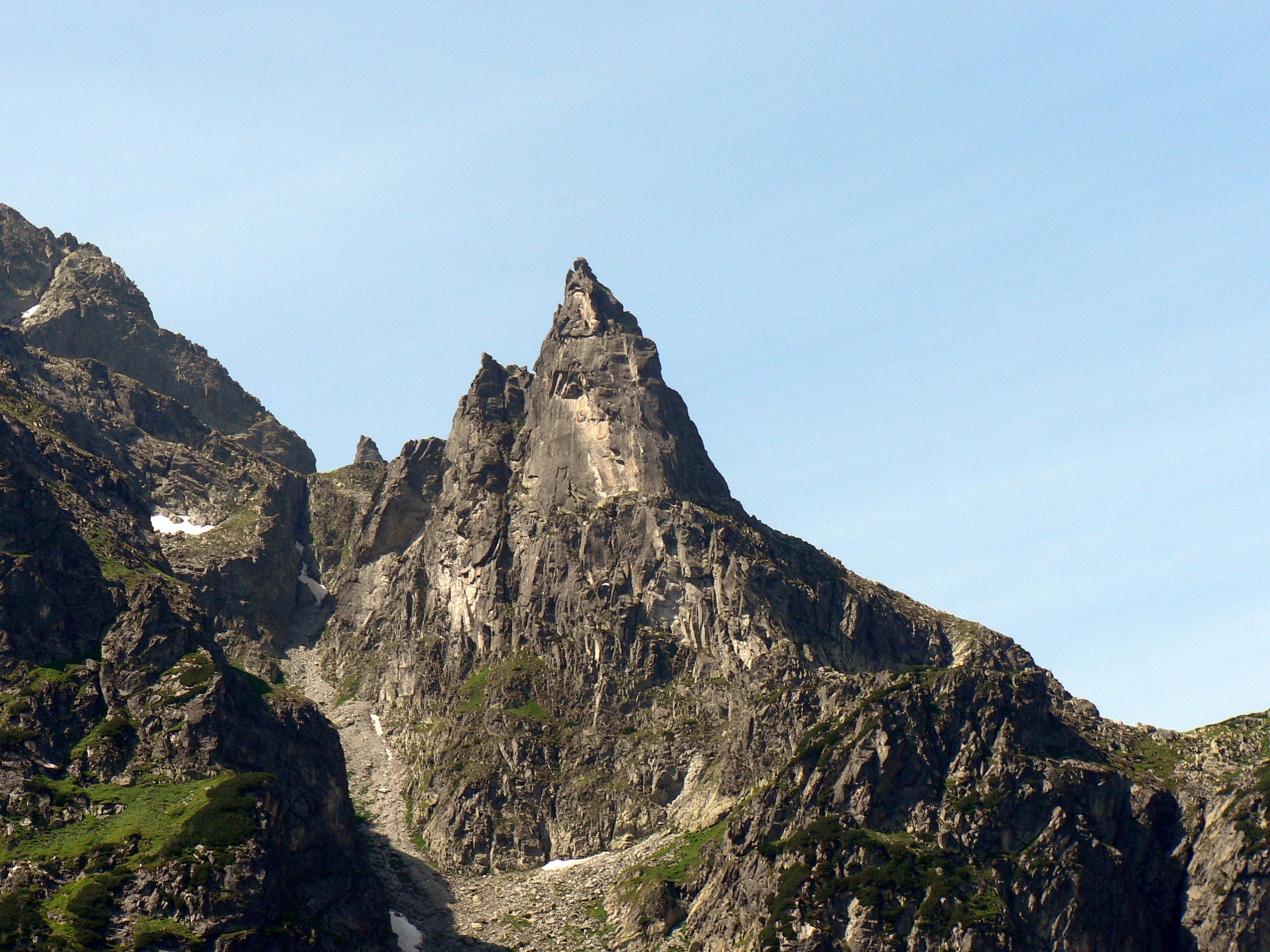
Mnich (2068 m) nad Morskim Okiem,

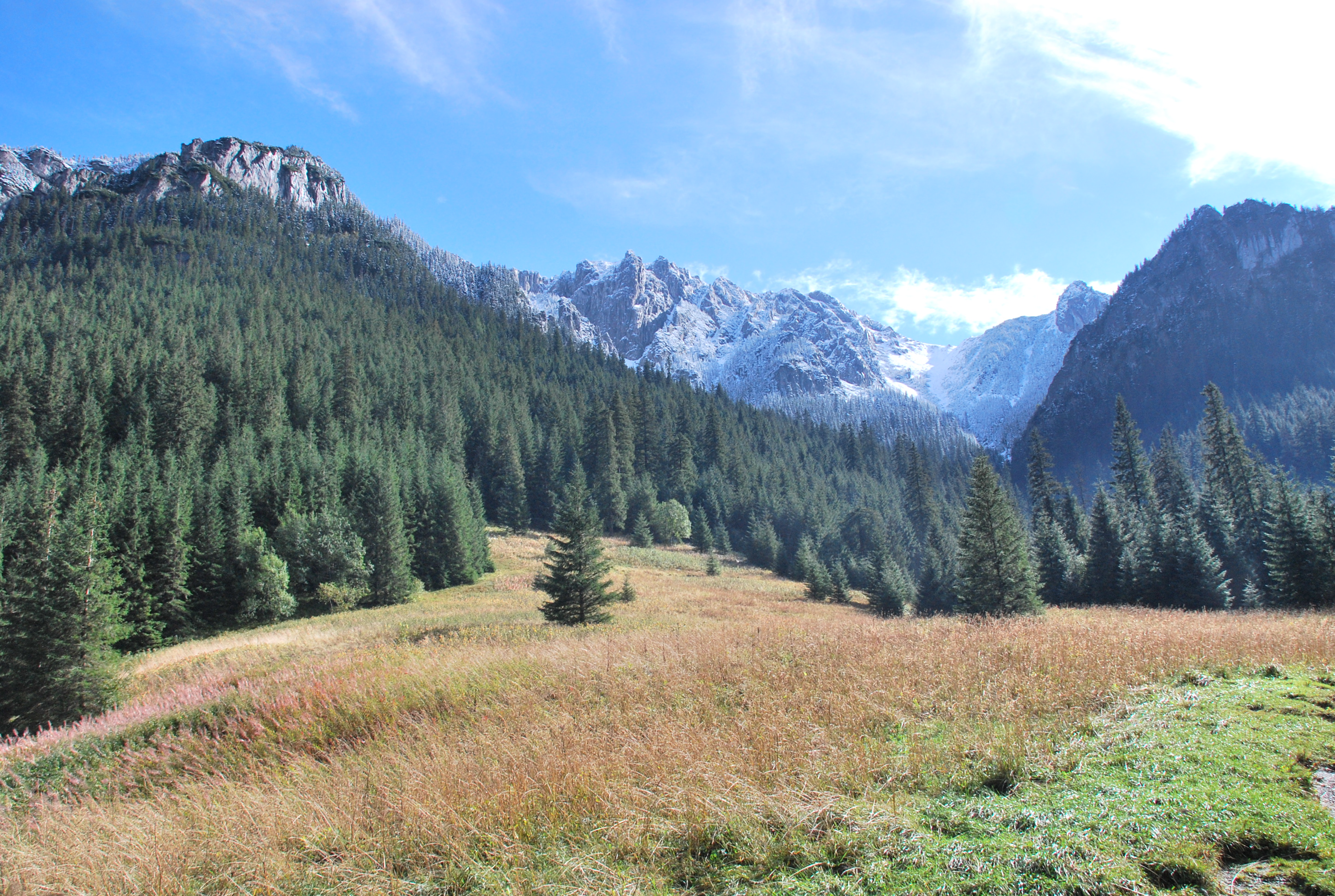
Główny otwór Jaskini Czarnej znajduje się na wysokości około 1300 m w skałach Organów, z lewej, powyżej lasu. Widok z Polany Pisanej w Tatrach Zachodnich,

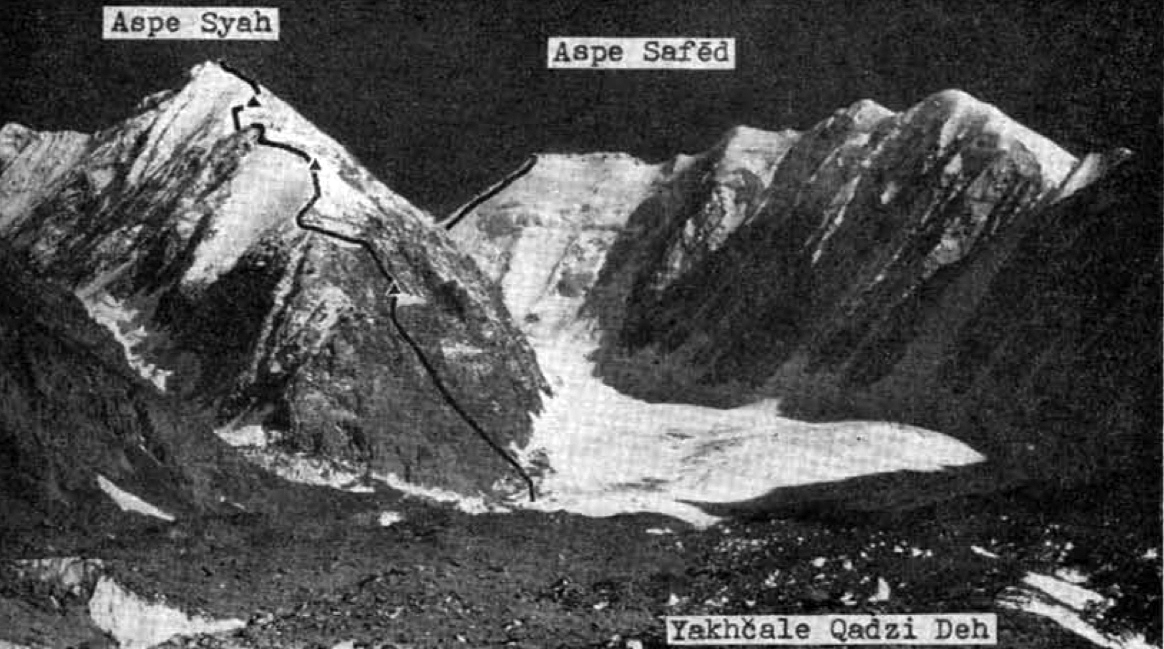
Szczyty Aspe Safed („Biały Koń”, 6607 m – samotne wejście Janusza Fereńskiego w 1971) i Aspe Syah („Czarny Koń”, 6350 m) w Hindukuszu. Z lewej strony widoczne dolne partie Noszaka (7492 m)

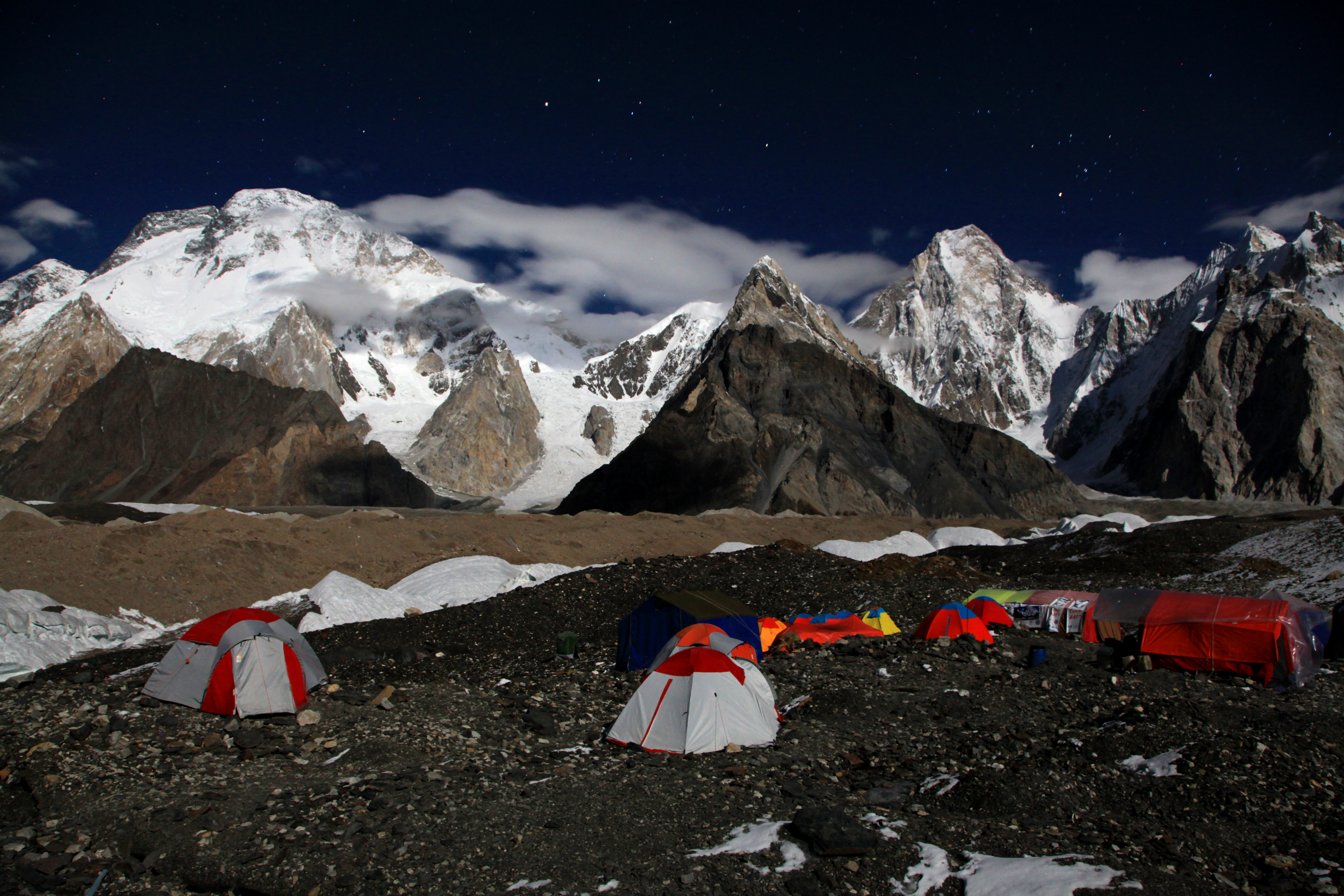
Masyw Broad Peak (z lewej) i szczyt Gaszerbrum IV (z prawej) nad bazą Concordia w Karakorum. Szczyt Broad Peak Middle (8011 m) jest zaznaczony po otwarciu pliku źródłowego,

Janusz Zbigniew Fereński (ur. 23 marca 1942 w Gorlicach, zm. 3 kwietnia 2020 we Wrocławiu) – polski taternik, alpinista, himalaista i grotołaz, prawnik i sędzia.

## Życiorys

### Działalność zawodowa
Mieszkał we Wrocławiu. Ukończył studia na Wydziale Prawa Uniwersytetu Wrocławskiego w 1965. Pracę zawodową zakończył jako sędzia w stanie spoczynku Sądu Okręgowego w Świdnicy. W 2005 został odznaczony Złotym Krzyżem Zasługi.

### Działalność górska w Polsce
Wspinaczkę zaczął uprawiać w Tatrach. Kurs taternictwa jaskiniowego dla początkujących ukończył  jesienią 1960. Jego instruktorami byli Janusz Rabek, Piotr Wojciechowski i Krzysztof Cena. W lipcu 1961 razem z Januszem Rabkiem (kierownik eksploracji) i Romanem Bebakiem, członkami Sekcji Grotołazów Akademickiego Klubu Turystycznego z Wrocławia, odkrył Jaskinię Czarną. Był zasłużonym i długoletnim członkiem późniejszej Sekcji Grotołazów Wrocław i kierował lub uczestniczył w licznych wyprawach jaskiniowych. W 1969 brał udział w wyprawie odkrywczej w Jaskini Śnieżnej.
Był jednym z pierwszych kolegów wspinaczkowych Wandy Rutkiewicz w skałkach treningowych w paśmie Gór Sokolich w Rudawach Janowickich i także w Tatrach. W latach 70. XX wieku Droga Fereńskiego na wschodniej ścianie Mnicha była uważana za jeden z najtrudniejszych testów wspinaczkowych w Tatrach Polskich.

### Działalność górska w Europie i Azji
Uprawiał alpinizm w górach Europy i świata, m.in. w Dolomitach (nowe drogi na Cima del Burel – 1967 i Cima del Pizzon, także przejście z Romanem Bebakiem zachodniego filaru Cima della Busezza o 1000 m różnicy wysokości – 1967, Pan di Zuccero – 1968), Alpach (nowa droga na filarze wschodniej ściany Aiguille de L’Eboulement w masywie Mont Blanc – 1969), Hindukuszu (samotne wejście na Aspe Safed [6607 m] i pierwsze wejście na Kohe Zard – 1971), Kaukazie (nowa droga północną ścianę Bżeducha – 1973) oraz Pamiro-Ałaju (nowe drogi na Pusznowat III,  Sacharnoj Gołowie  i Alirze w Górach Fańskich – 1974).
W 1975 był kierownikiem wyprawy Wrocławskiego Klubu Wysokogórskiego w Karakorum, podczas której pięciu członków (Bohdan Nowaczyk, Marek Kęsicki, Andrzej Sikorski, Kazimierz Głazek i Janusz Kuliś) zdobyło 28 lipca dziewiczy wówczas szczyt Broad Peak Middle (8011 m) – było to pierwsze w historii wejście polskiej ekspedycji na ośmiotysięczny szczyt.
W 1976 uczestniczył w wyprawie kierowanej przez Janusza Kurczaba na drugi szczyt świata K2 (8611 m). Wiosną 1980 kierował wyprawą na Manaslu (8156 m) w Himalajach drogą południowo-wschodnią. W 1985 uczestniczył w wyprawie na Himalchuli Zachodni.

## Inne informacje
Był autorem artykułów o tematyce wysokogórskiej i alpinistycznej, działał w strukturach Klubu Wysokogórskiego we Wrocławiu (m.in. jako prezes) i Polskiego Związku Alpinizmu (m.in. jako członek Sądu Koleżeńskiego). Był członkiem honorowym Wrocławskiego Klubu Wysokogórskiego. Za osiągnięcia alpinistyczne otrzymał medal „Za Wybitne Osiągnięcia Sportowe”.
W 2017 był gościem filmowego XXII Festiwalu Górskiego im. Andrzeja Zawady w Lądku Zdroju. Czekan Janusza Fereńskiego z wyprawy na Broad Peak jest eksponatem stałej wystawy „Wrocław 1945–2016” w Centrum Historii Zajezdnia we Wrocławiu. W środowisku górskim i jaskiniowym był nazywany „Fereń”.
Został pochowany na Cmentarzu Świętej Rodziny przy ul. Smętnej we Wrocławiu (sektor 12, rząd 43, grób 8328).